# Château épiscopal de Lauterbourg
Le château épiscopal de Lauterbourg est un monument historique situé à Lauterbourg, dans le département français du Bas-Rhin.

## Localisation
Ce bâtiment est situé au 37, place du Château à Lauterbourg.

## Historique
L'édifice fait l'objet d'une inscription au titre des monuments historiques depuis 1932.

## Architecture

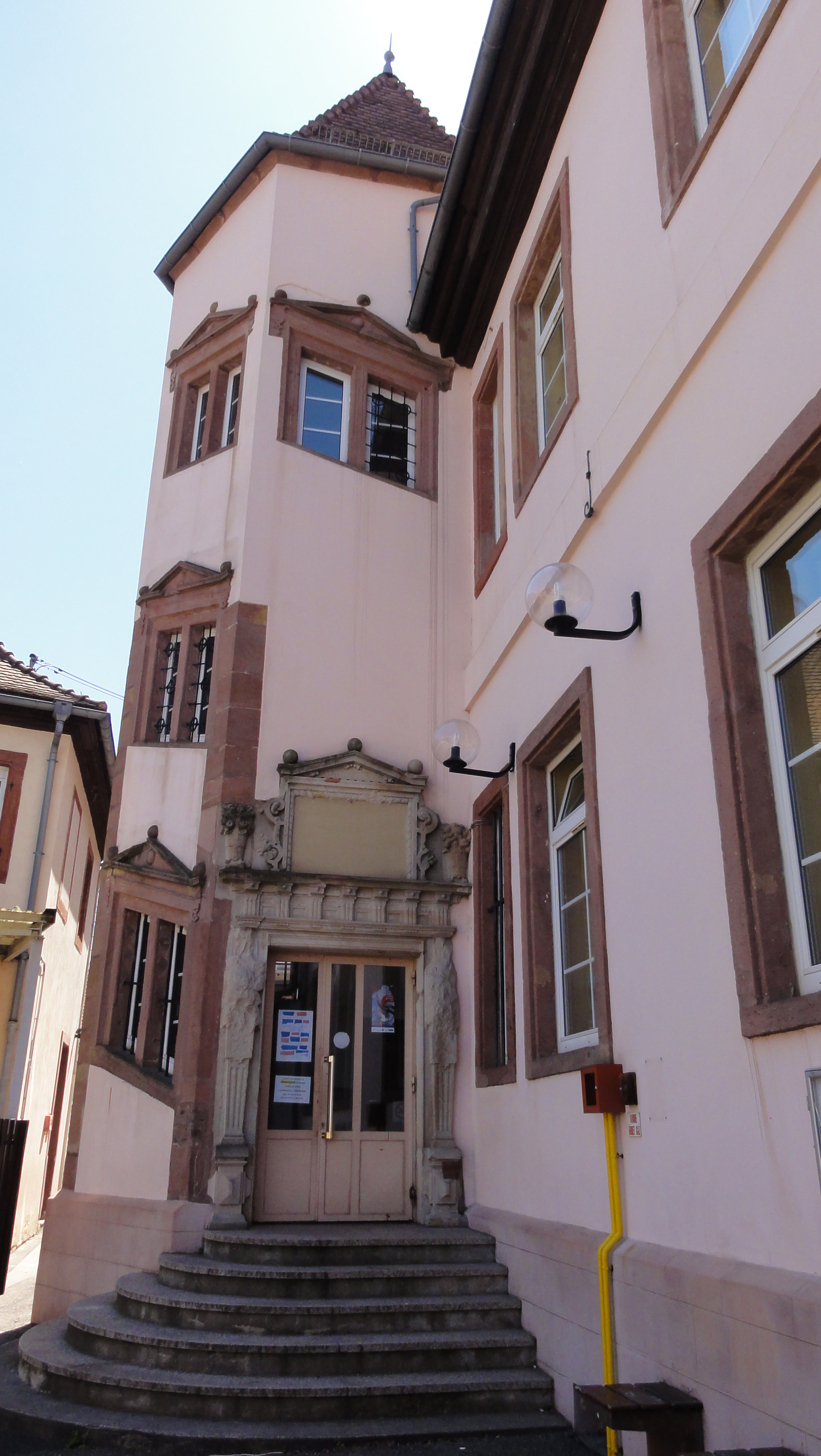
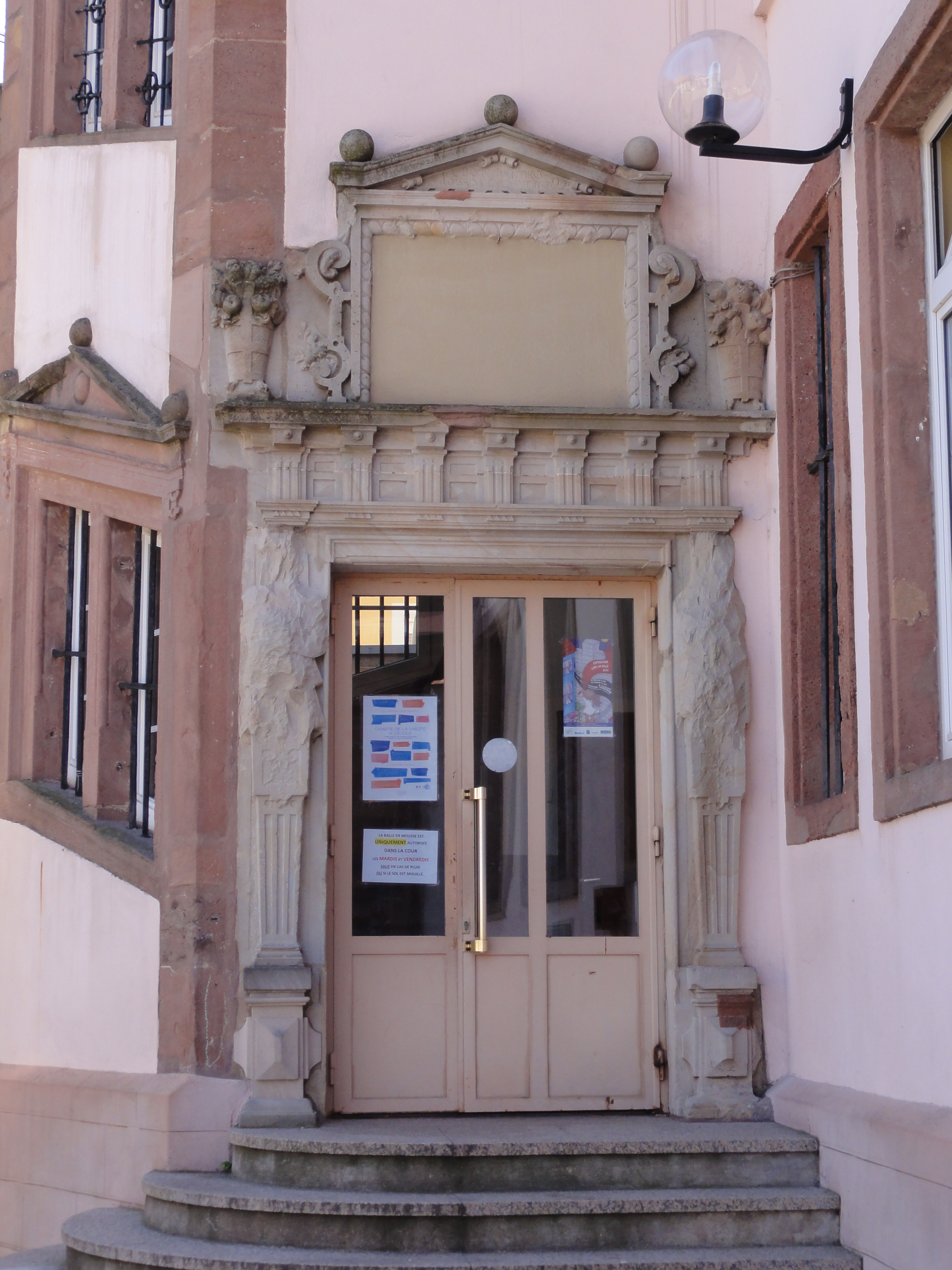
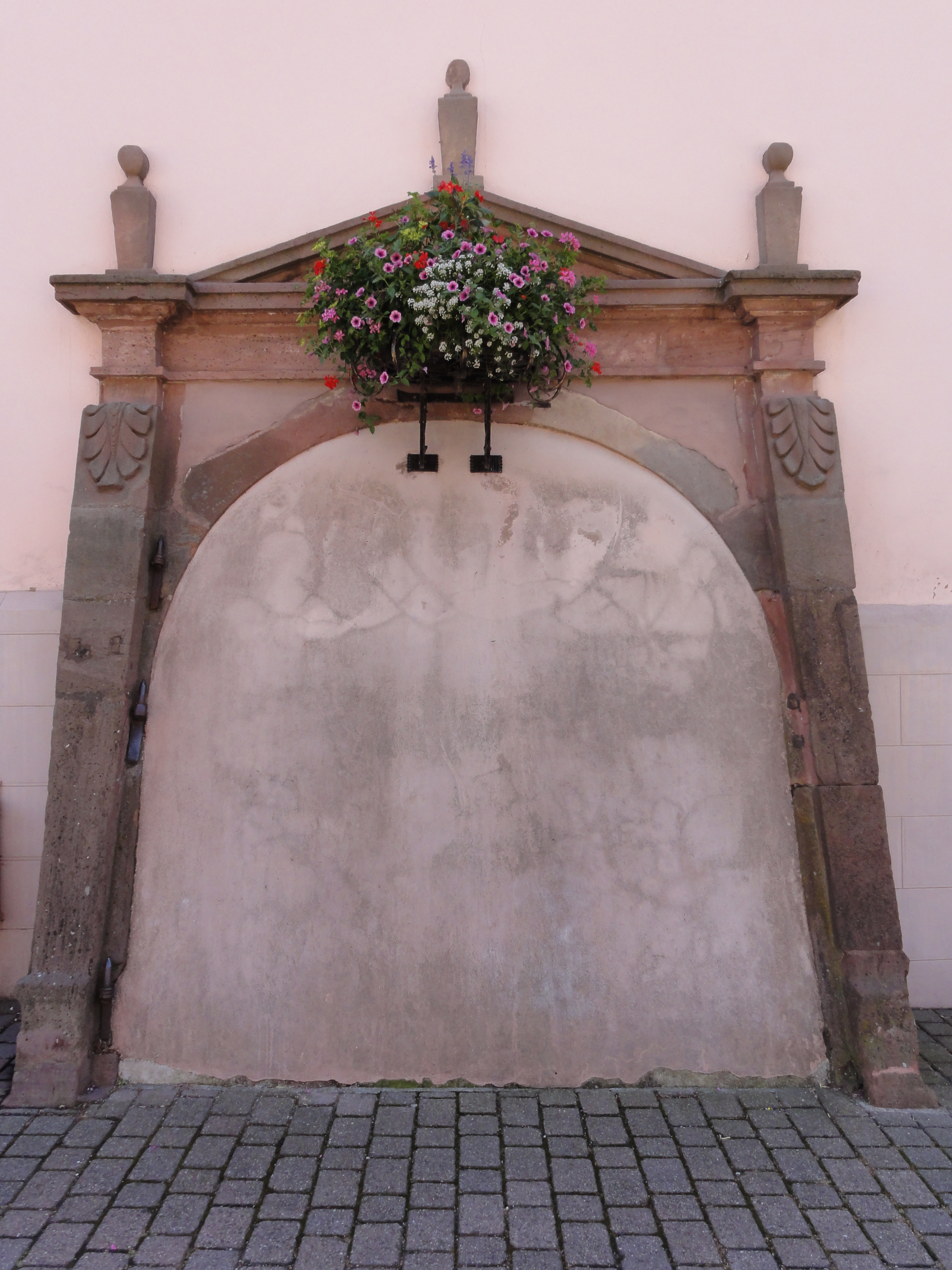
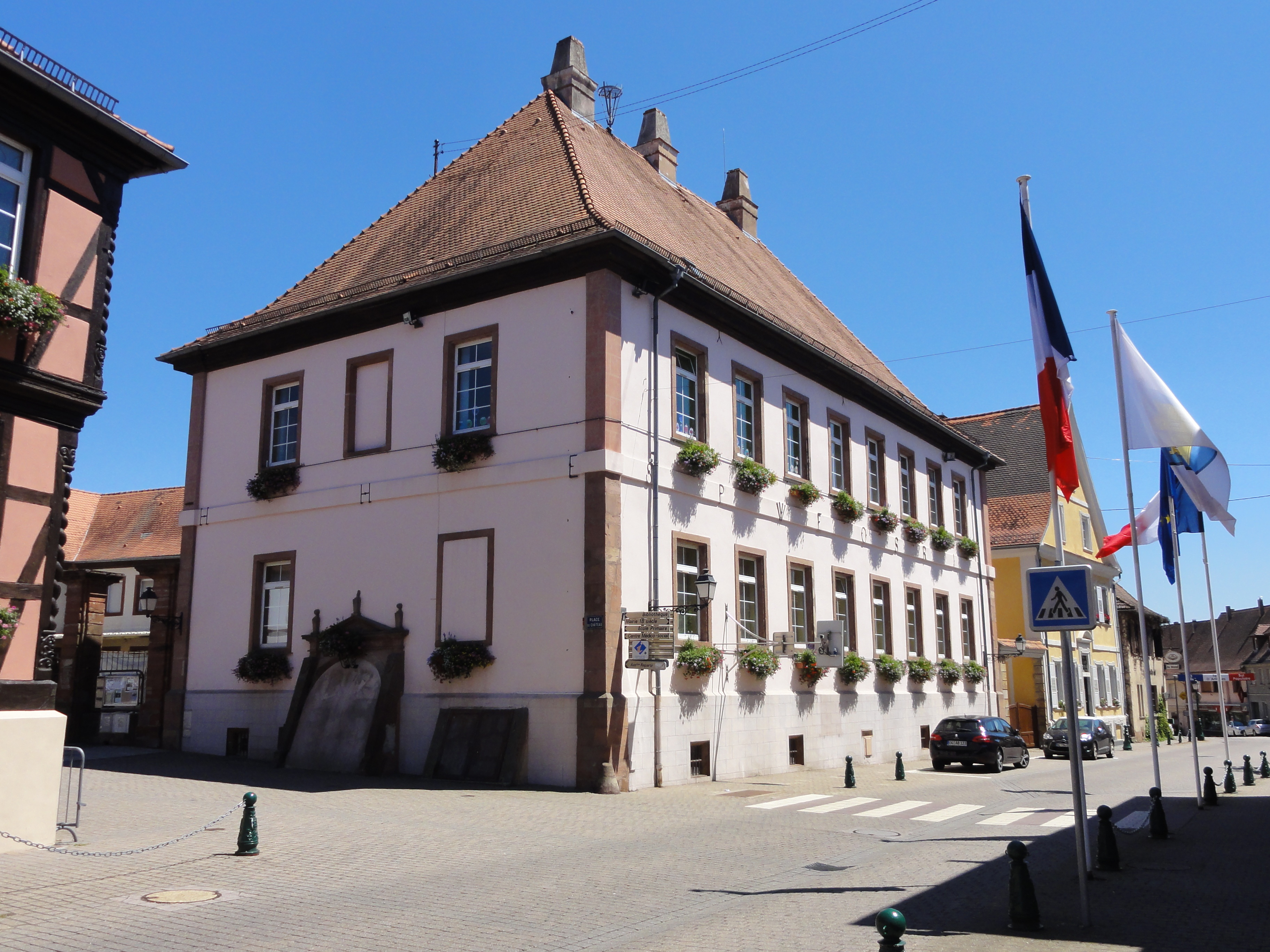
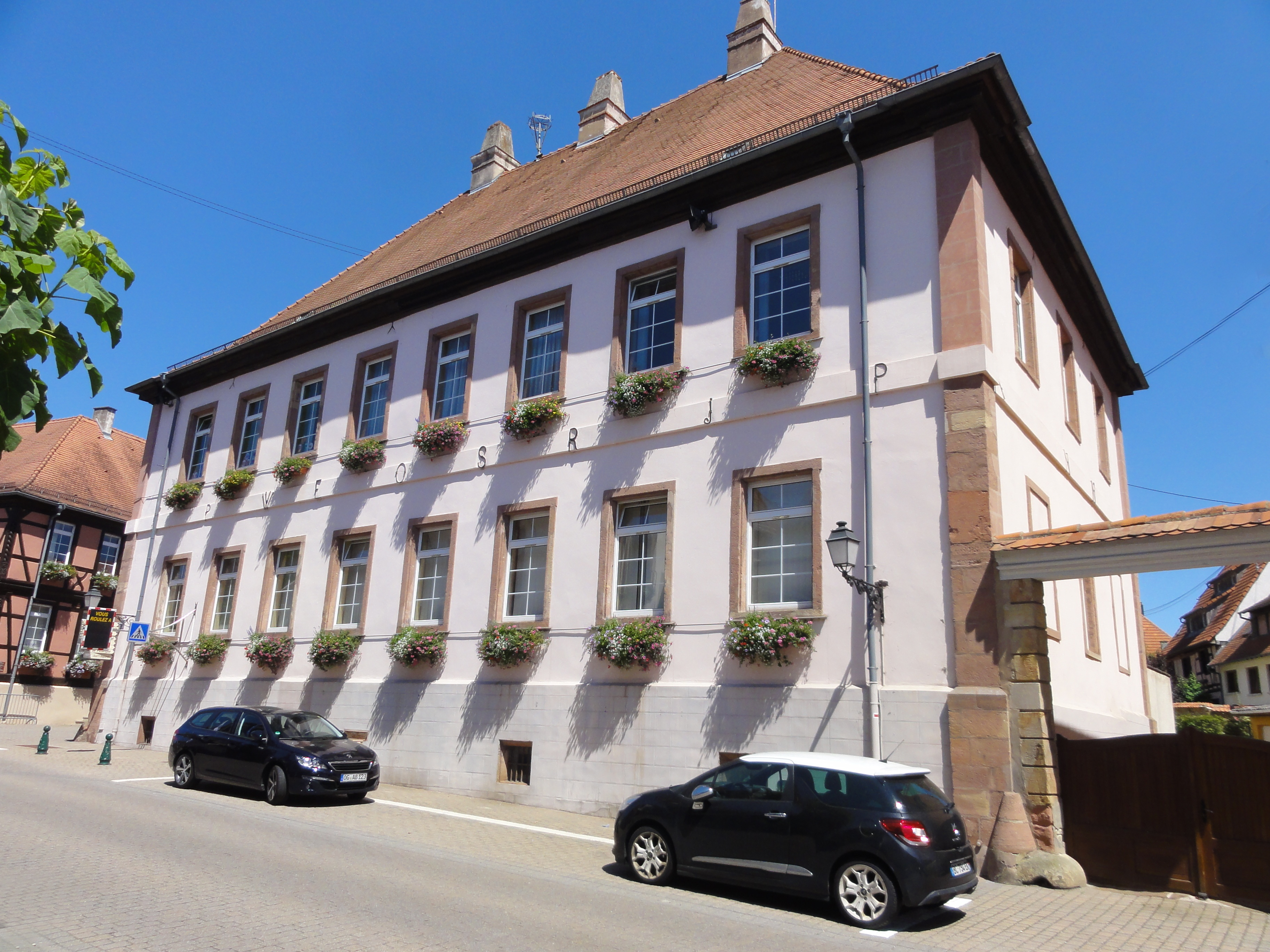